# Лесниченко Олена Василівна
Альона Василівна Лесніченко (нар. 12 лютого 1980, Вінниця) — українська художниця; член Вінницької обласної організації Національної спілки художників України з 2008 року.

## З біографії
Народилася 12 лютого 1980 року в місті Вінниці (нині Україна). 2003 року за спеціальністю образотворче та декоративно-прикладне мистецтво закінчила Південноукраїнський педагогічний університет. Навчалася у Тетяни Басанець, Ореста Слєшинського.

## Творчість
Працює у галузі станкового живопису і графіки, у реалістичному стилі створює пейзажі, натюрморти, портрети. Серед робіт:
- «Над Бугом» (2003);
- «На водопої» (2003);
- «Світанок» (2003);
- «Ніч перед Різдвом» (2004);
- «Середина літа» (2005);
- «Галопом по снігу» (2005);
- «Натюрморт» (2006);
- «До столу» (2006);
- «Після грози» (2007);
- «Гриби» (2008);
- «Троянди» (2010);
- «Жовті яблука» (2011).

З 2004 року бере участь в обласних та всеукраїнських мистецьких виставках. Персональні виставки відбулися у Вінниці у 2002—2003, 2005 роках. Окремі роботи зберігаються у Вінницькому краєзнавчому музеї.